# Сирома, Адаму
Адаму Сирома (англ. Adamu Ciroma; 20 ноября 1934 — 5 июля 2018) — нигерийский политический деятель. Председатель Центрального банка (1975—1977) и министр финансов (1999—2003) Нигерии.

## Биография
Родился 20 ноября 1934 года в Потискуме. В 1979 году был одним из претендентов на пост председателя Национальной партии Нигерии, но проиграл выборы. Позднее он служил в разное время, как министр промышленности, сельского хозяйства и финансов. Как один из главных министров в администрации Шагари играл ключевую роль в реализации президентской повестки дня, особенно в области производства продуктов питания и работы с международными агентствами по развитию сельского хозяйства. В сентябре 1983 года он был председателем президентского переходного комитета, который занимался вопросами доверия президенту Нигерии. Со времени учреждения Народно-демократической партии являлся её членом. С 1999 по 2003 год занимал должность министра финансов Нигерии.